# Ochanomizu

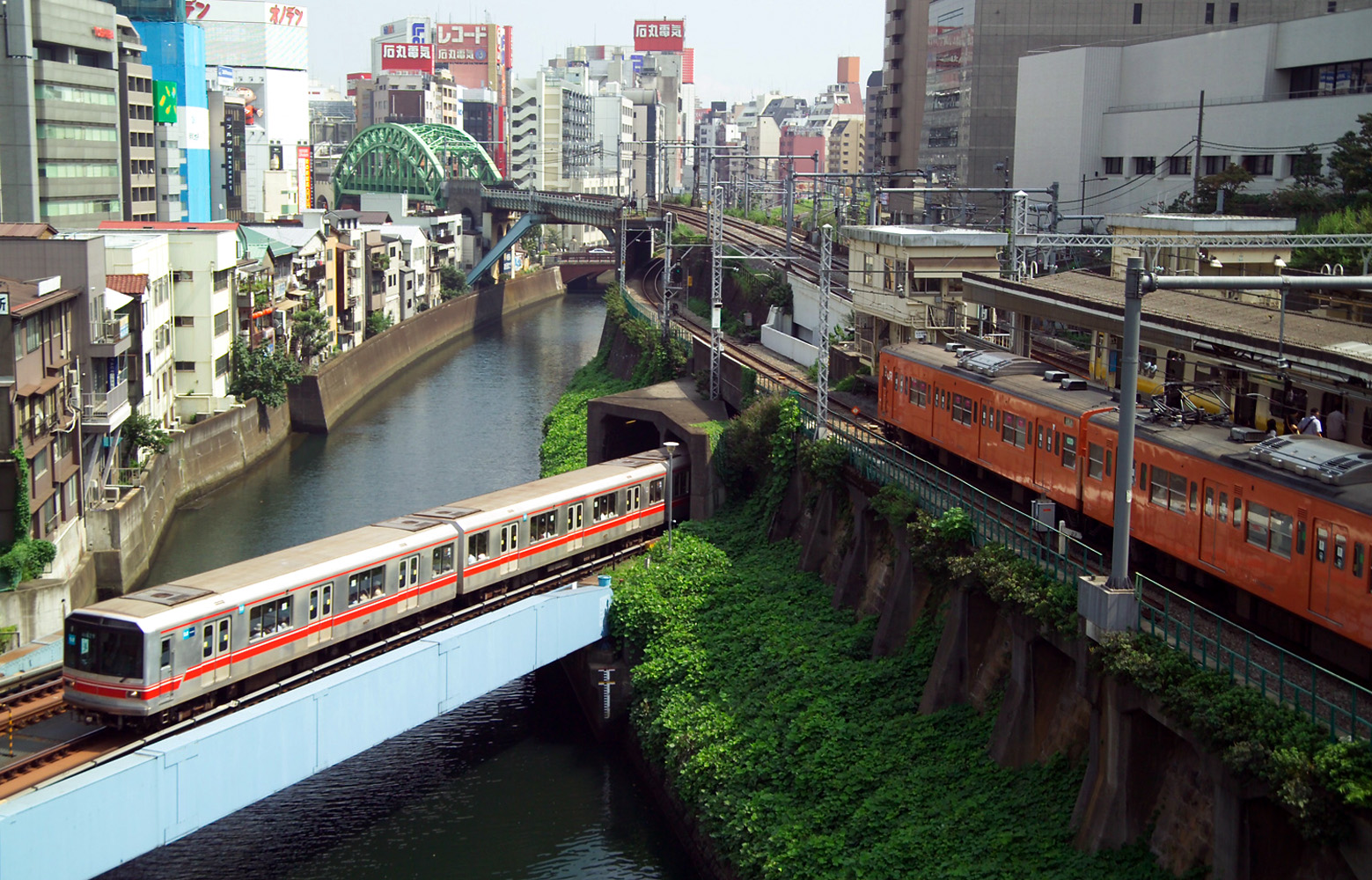
Linhas de trem e metrô ao redor e sobre o Rio Kanda, em Ochanomuzu.

Ochanomizu (御茶ノ水) é um bairro da cidade de Tóquio, Japão.
Seu nome significa literalmente "água do chá", em menção e homenagem ao Rio Kanda pois a água deste rio era extraída para fazer o chá do xogunato durante o período Edo.
O bairro é conhecido e frequentado principalmente por músicos e esportistas devido as diversas livrarias, lojas de instrumentos musicais e de esqui e snowboard, além da presença dos estudantes pois a região é também conhecida como uma grande área universitária, devido a presença de diversas escolas e universidades.

## Transporte

### Ferrovias
- Estação Ochanomizu

## Educação
- Escola Preparatória Sundai
- Universidade Meiji
- Universidade Médica e Odontológica de Tóquio
- Universidade de Juntendo

## Atrações turísticas
- Catedral da Santa Ressurreição - Igreja Ortodoxa do Japão
- Yushima Seido
- Yushima Tenjin
- Kanda Myojin
- Museu do Futebol do Japão

## Galeria de Imagens

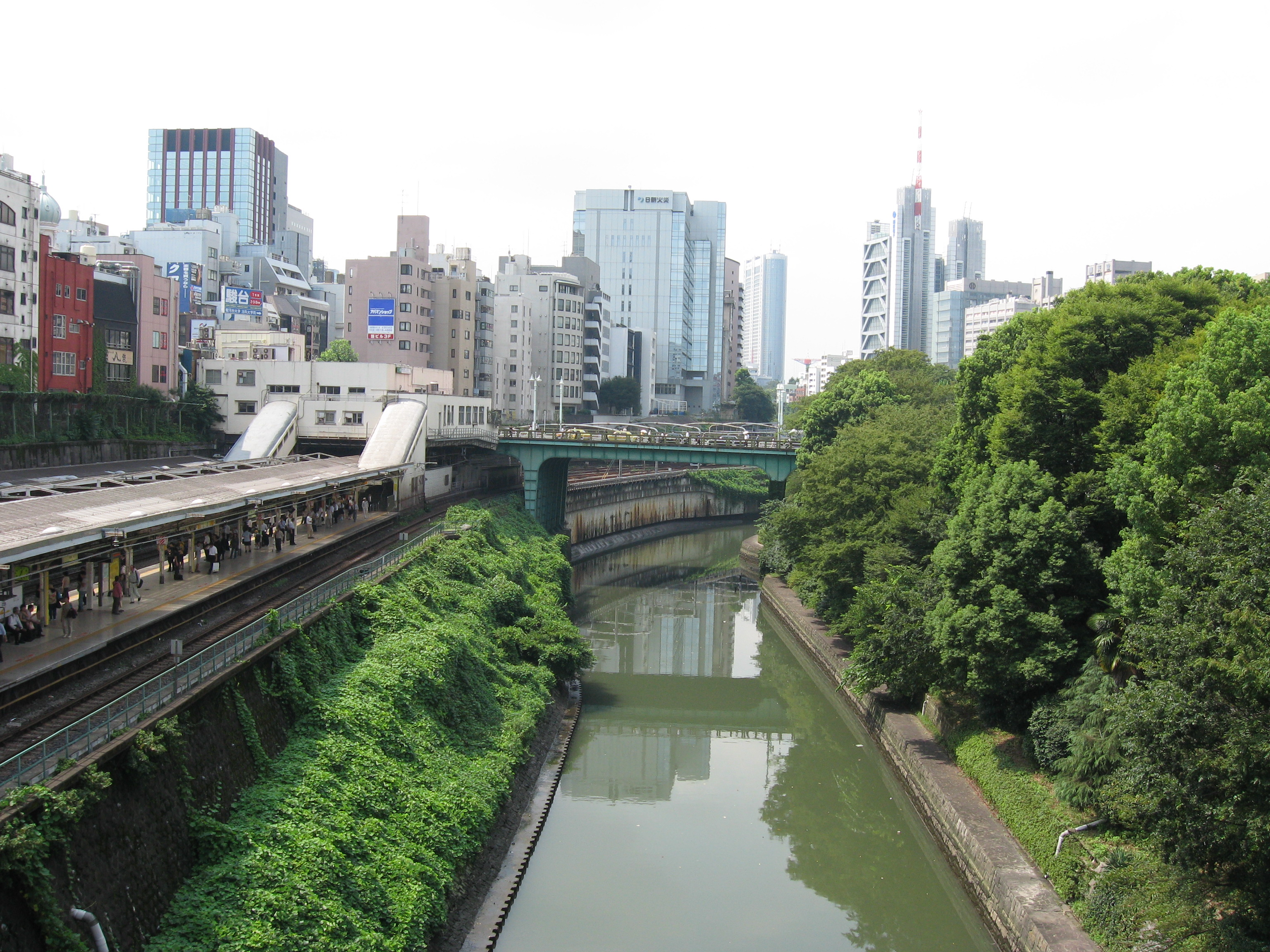
Rio Kanda em Ochanomizu
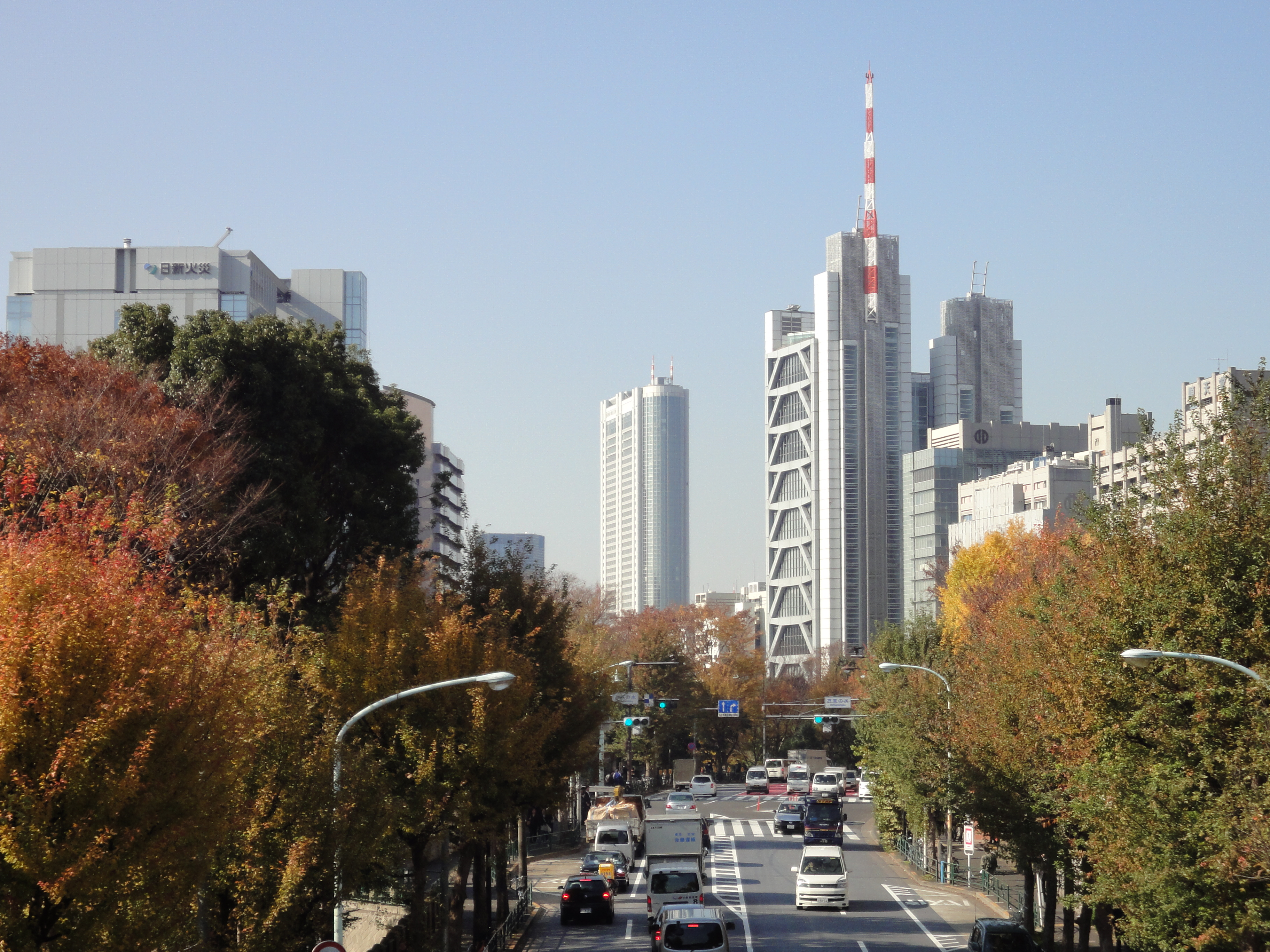
Via Expressa 405 de Tóquio em Ochanomizu
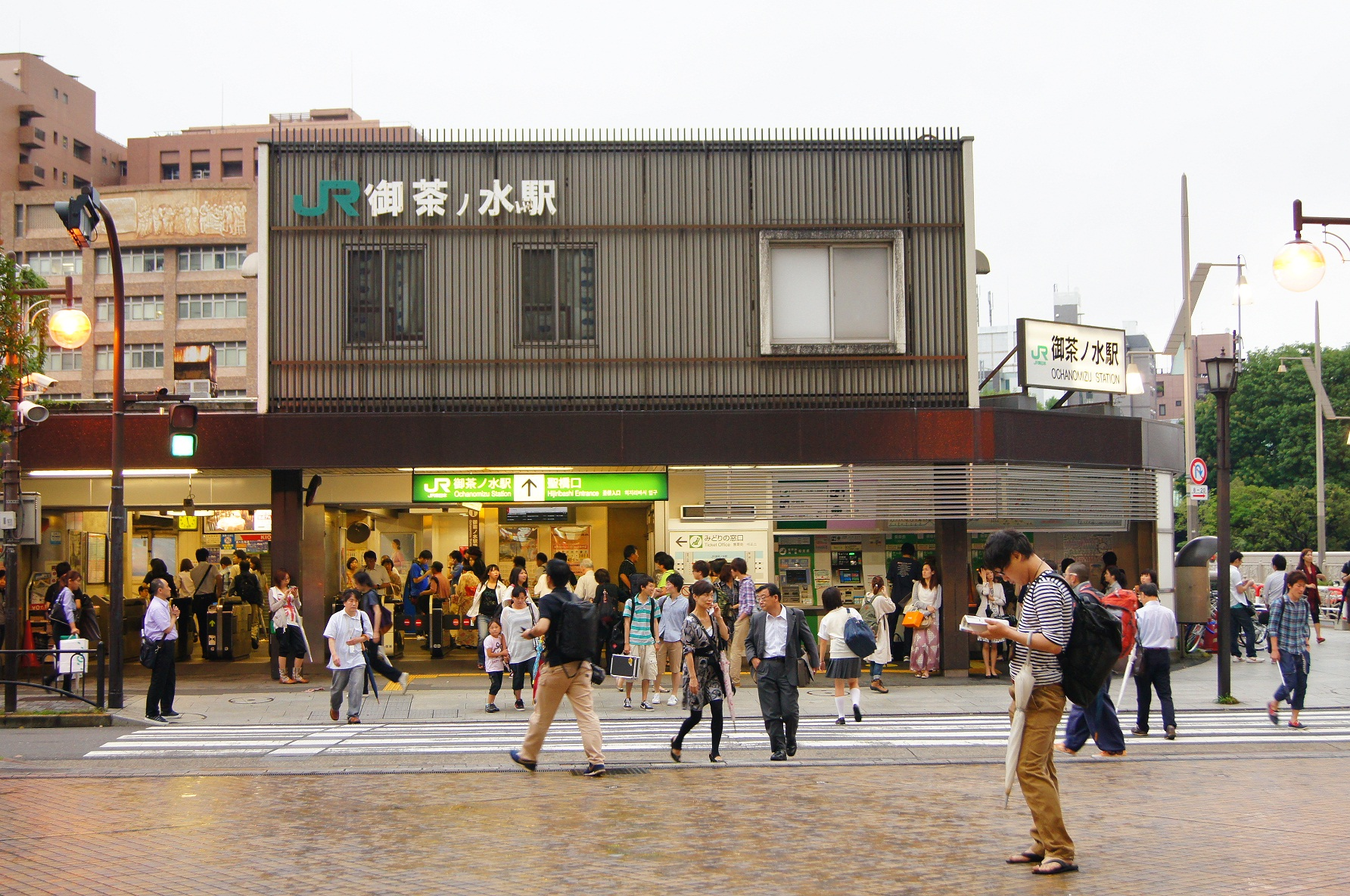
Estação de Ochanomizu
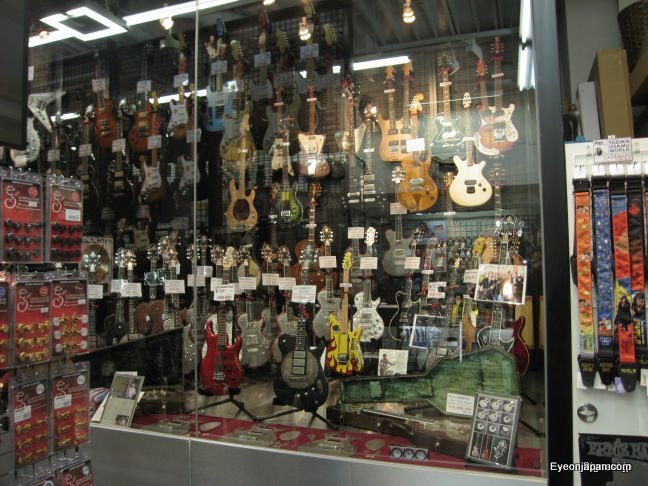
Loja de guitarras e instrumentos musicais em Ochanomizu.
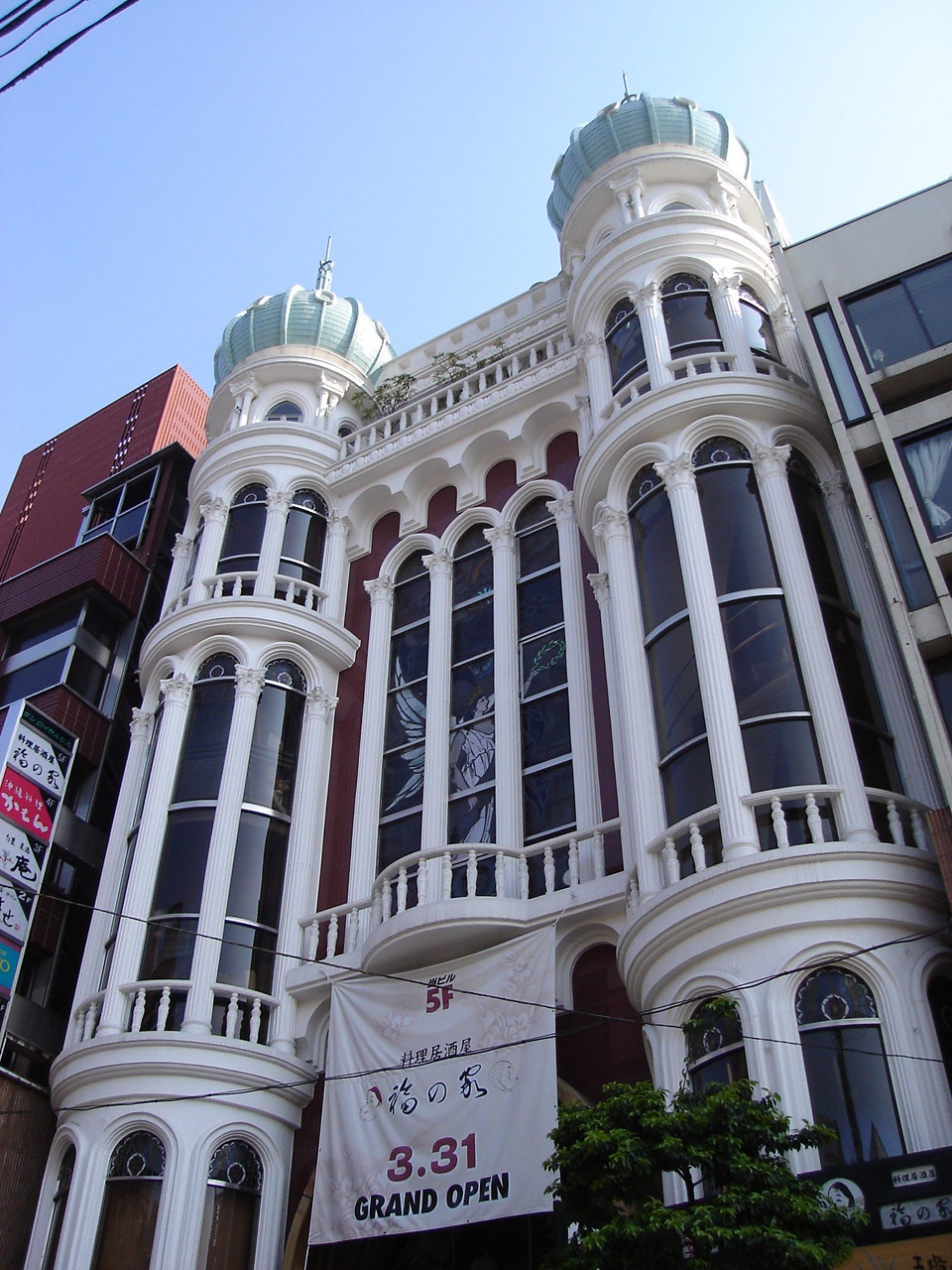
Antiga escola Russa de Tóquio em Ochanomizu
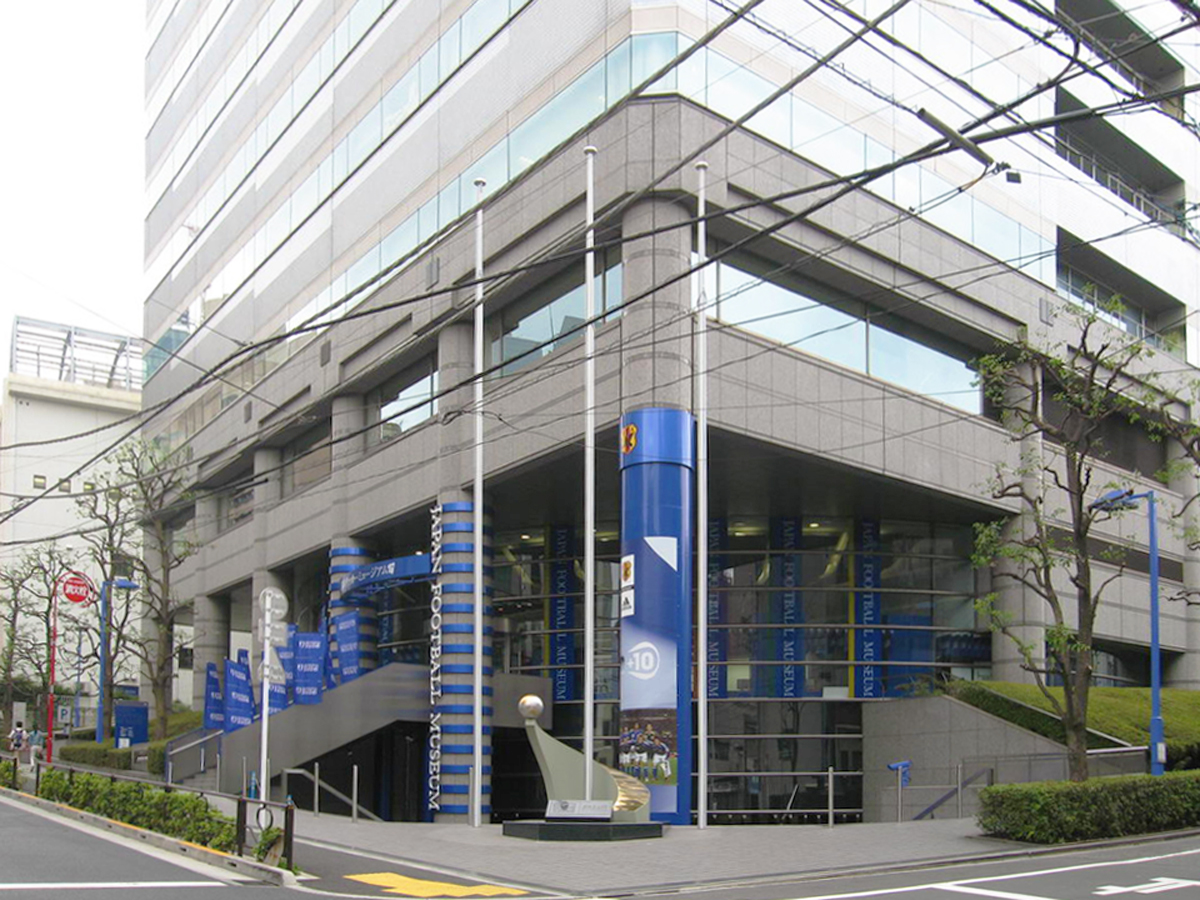
Museu do Futebol no Japão
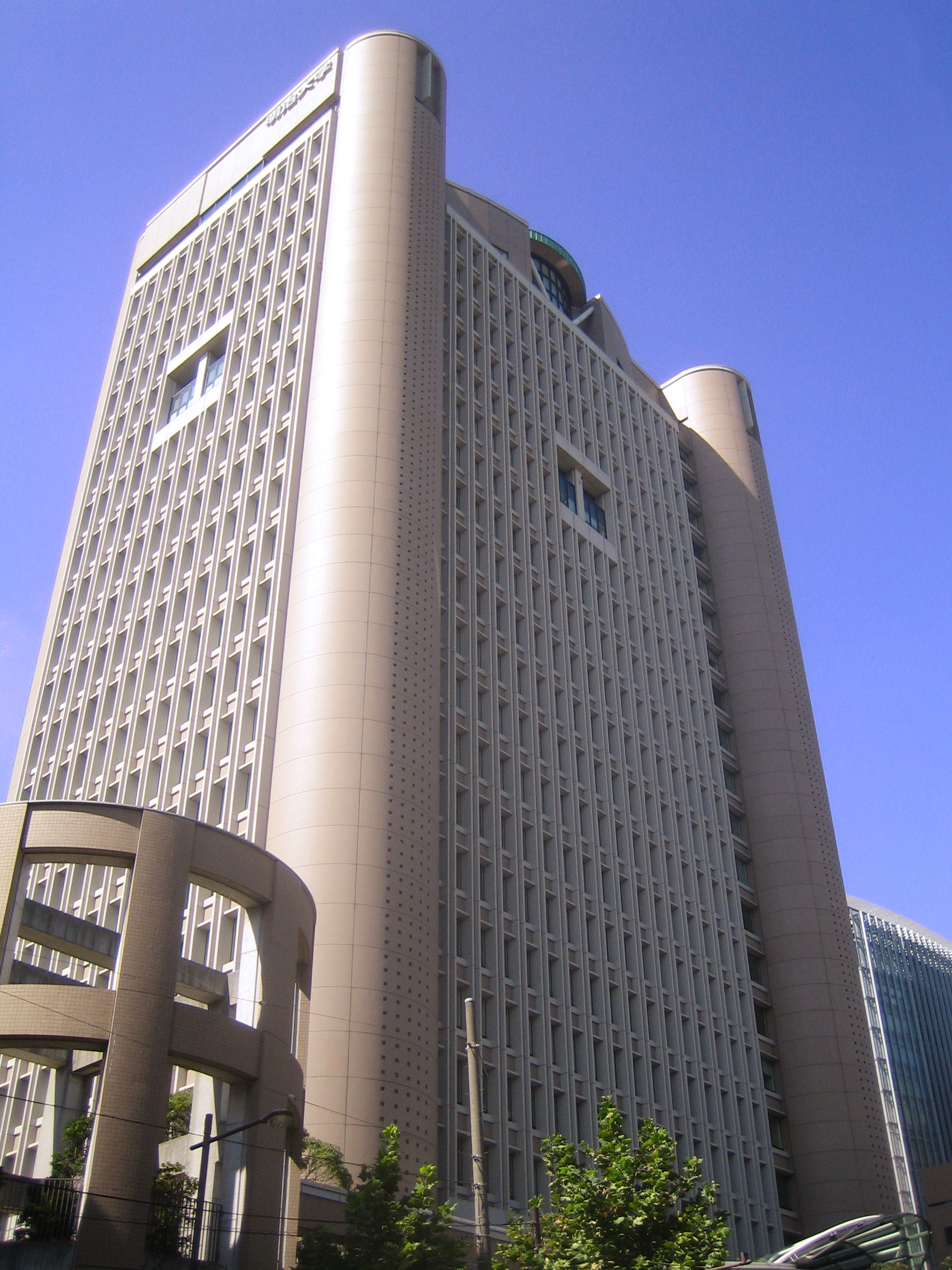
Universidade Meiji
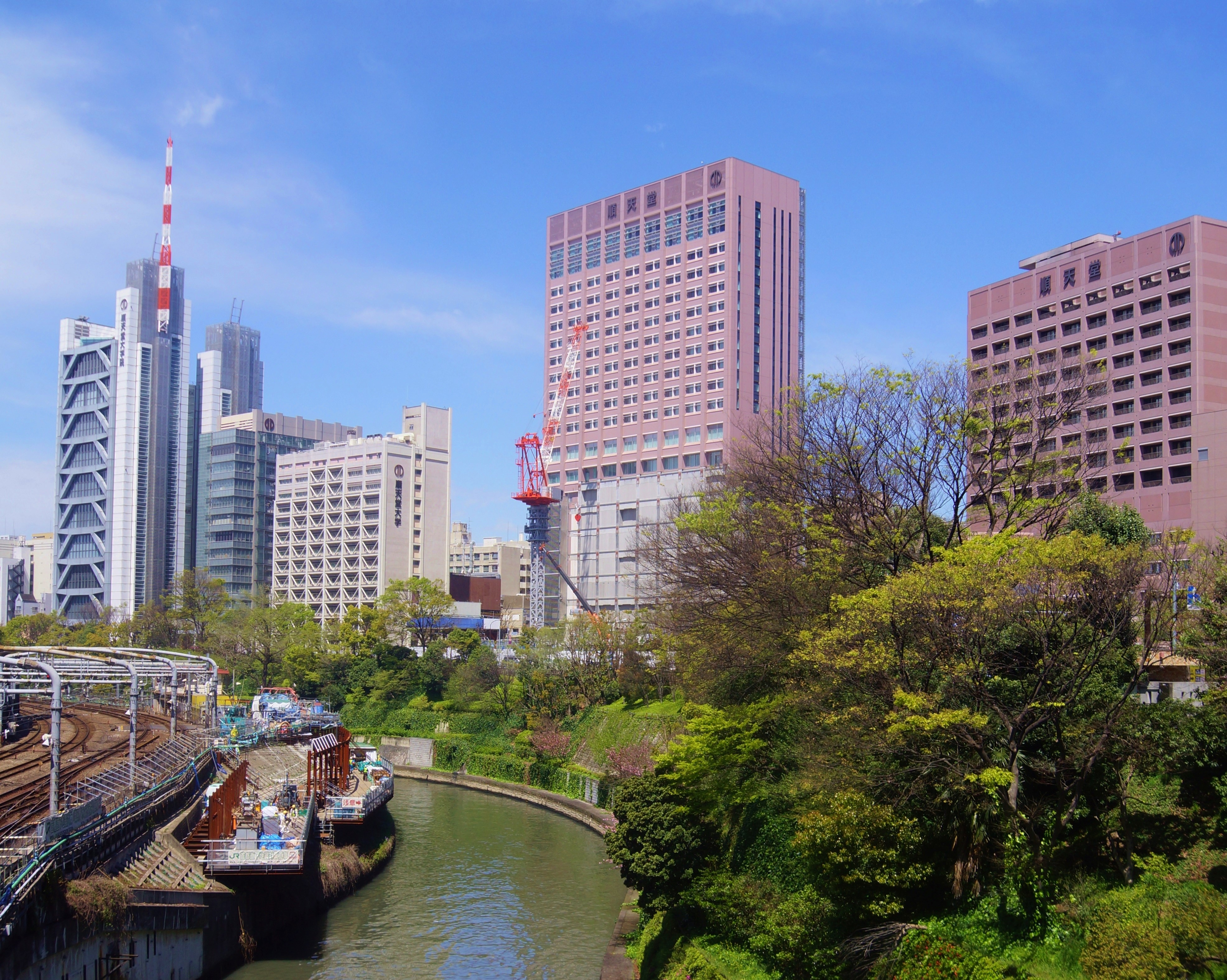
Universidade de Juntendo
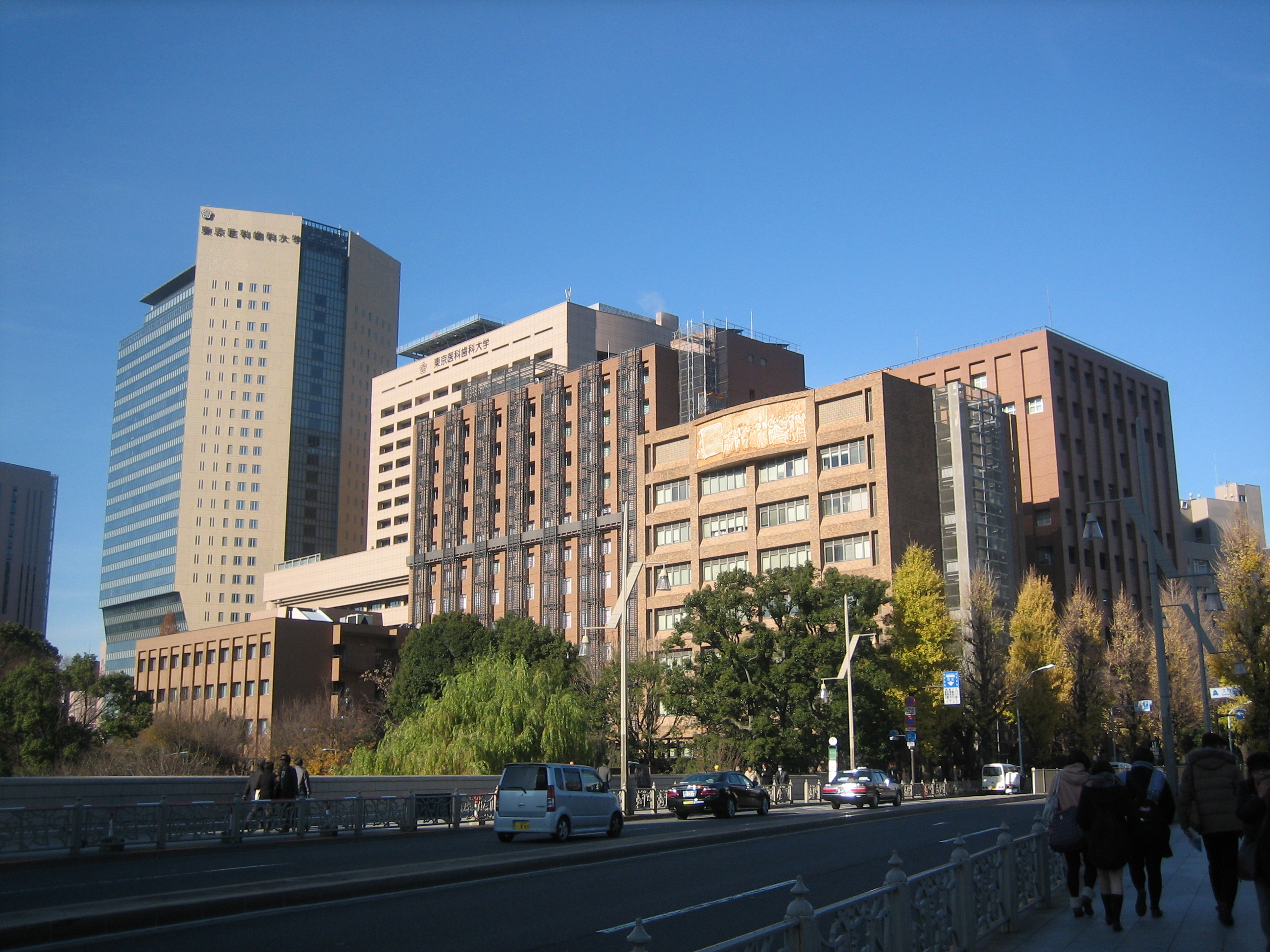
Universidade Médica e Odontológica de Tóquio
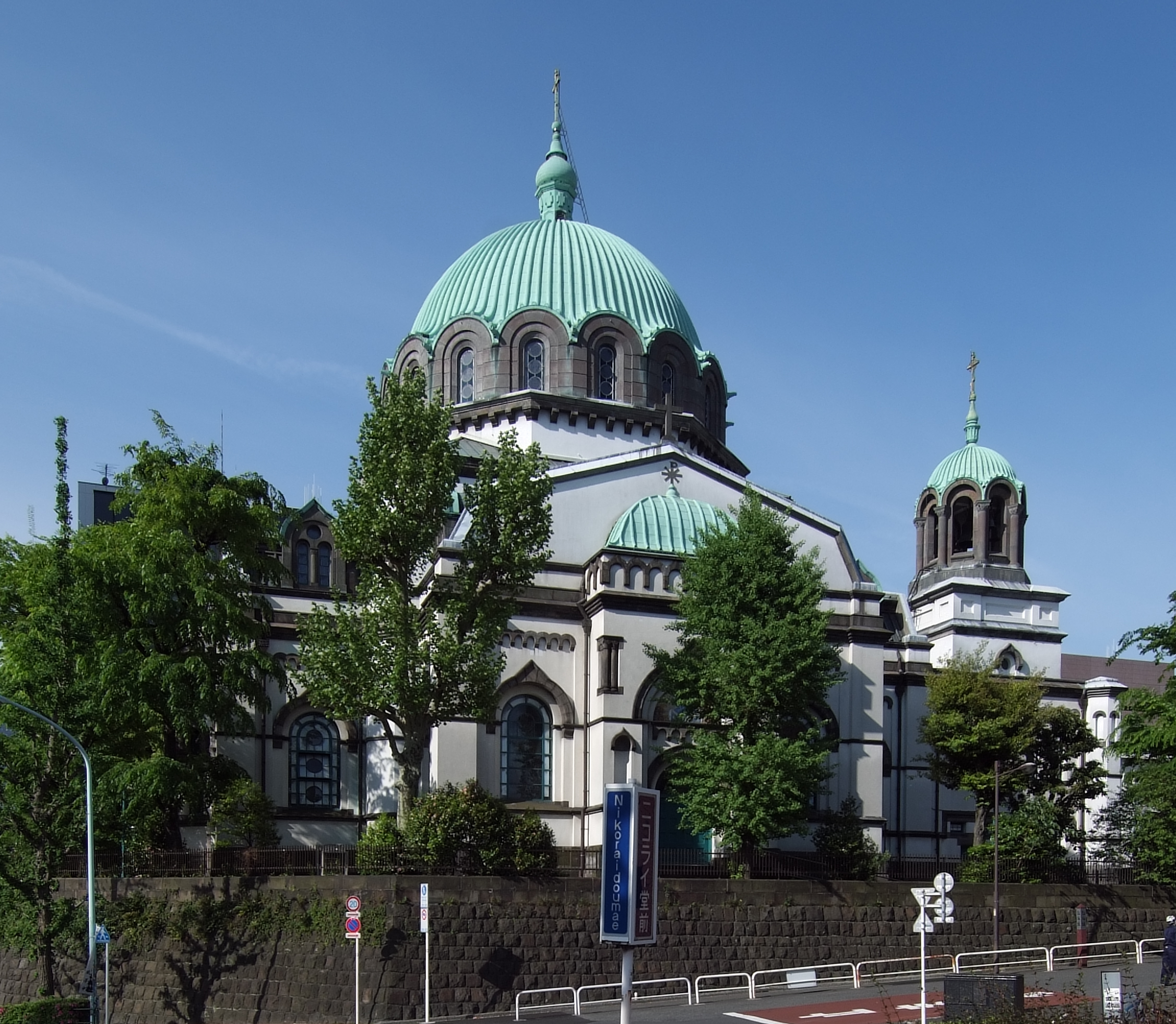
Catedral da Santa Ressurreição da Igreja Ortodoxa do Japão em Ochanomizu
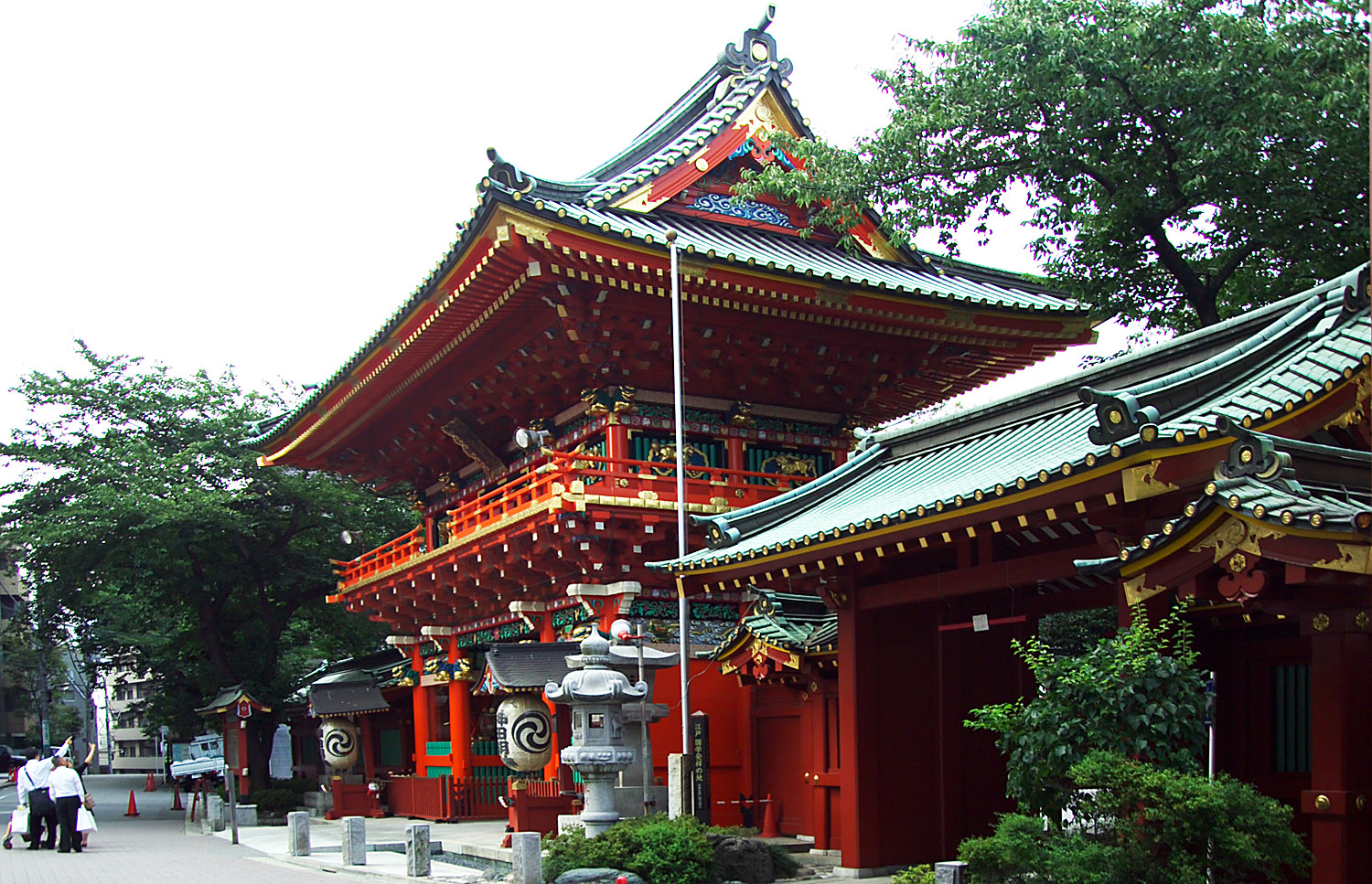
Kanda Myojin